# Elecciones presidenciales de Colombia de 1870

## Resultados
| Foto | Candidato a presidente     | Partido o movimiento                             | Votos estatales |
| ---- | -------------------------- | ------------------------------------------------ | --------------- |
|      | Eustorgio Salgar           | Liberal (sector radical)                         | 5               |
|      | Tomás Cipriano de Mosquera | Liberal (sector moderado), con apoyo conservador | 3               |
|      | Pedro Alcántara Herrán     | Conservador (sector radical)                     | 1               |

Estados que votaron por Eustorgio Salgar:
- Magdalena
- Panamá
- Cundinamarca
- Santander
- Boyacá

Estados que votaron por Tomás Cipriano de Mosquera:
- Cauca
- Tolima
- Bolívar

Estado que votó por Pedro Alcántara Herrán:
- Antioquia